# Охотник (фильм, 1980)
«Охотник» (англ. The Hunter) — американский кинофильм 1980 года.

## Сюжет
Последний фильм, в котором главную роль (наёмного охотника за сбежавшими преступниками) сыграл Стив МакКуин. Фильм основан на реальной истории Ральфа «Папы» Торсона, который сам появляется один раз в эпизоде фильма в роли бармена.

## В ролях
- Стив Маккуин — Ральф Торсон
- Илай Уоллак — Ричи Блюменталь
- Кэтрин Харольд — Дороти
- Бен Джонсон — Шериф Стронг

## Награды
- Image Award
  - 1980 — «Лучший актёр второго плана» (Левар Бертон)